# Katsudō Shashin
Katsudō Shashin er en japansk animationsfilm fra 1907.